# Otpornost na lek
Otpornost na lek je umanjenje efektivnosti lekova poput antimikrobnih agenasa ili antineoplastika u lečenju bolesti. Kad svrha leka nije ubijanje ili inhibicija patogena, otpornost na lek je ekvivalentna sa nedovoljnom dozom ili tolerancijom leka. Ovaj termin se često koristi u kontekstu stečene otpornosti patogena, drugim rečima evoluirane otpornosti. Postoje organizmi koji su otporni na više lekova. Šire gledano imunski sistem organizma je uprkos svoje autonomnosti sistem isporuke leka, i stoga se suočava sa istim problemima trke u naoružavanju kao i sistemi za spoljašnju isporuku lekova. Razviće otpornosti na antibiotike je posledica selektivnog delovanja na specifične bakterijske proteine. Usled selektivnosti leka, mutacije ciljnih proteina ometaju ili negiraju destruktivno dejstvo leka, i time se formira otpornost na antibiotike.
Bakterije ne samo da imaju sposobnost menjanja enzima na koje antibiotici deluju, nego i vršenja enzimskih promena na samim antibioticime, čime ih neutrališu. Primeri patogena koji vrše promene na ciljnim proteinima antibiotika su Staphylococcus aureus, enterokoke otporne na vankomicin i Streptococcus vrste otporne na makrolide, dok su primeri mikroba koji menjaju antibiotike Pseudomonas aeruginosa i na aminoglikozid otporan Acinetobacter baumannii. Nedostatak koncentrovanog zajedničkog angažmana državnih institucija i farmaceutske industrije, zajedno sa prirodnom sposobnošću mikroba da razvijaju otpornost većom brzinom nego što se novi lekovi razvijaju, sugeriše da postojeće strategije razvoja dugotrajnih antimikrobnih terapija nisu održive. U odsustvu alternativnih strategija, sticanje otpornosti na lekove patogenih mikroorganizama je jedna od značajnih opasnosti po zdravlje ljudi.

## Spoljašnje veze
- [https://archive.today/20070701212012/http://www.eu-burden.info/burden/pages/home.php
- „”. Архивирано на веб-сајту  (22. април 2018)